# Duna (Sprache)

Southern Highlands Province in Papua-Neuguinea

Map: Die Duna-Pogaya-Sprachen von Neuguinea
Die Duna-Pogaya-Sprachen
Andere Trans-Neuguinea-Sprachen
Andere Papuasprachen
Austronesische Sprachen
Unbewohnt

Duna ist eine Papuasprache aus Papua-Neuguinea (auch als Yuna bekannt). Sie gehört zur Trans-Neuguinea-Sprachfamilie und wird oft weiter als Duna-Pogaya klassifiziert, da Bogaya der nächste Verwandte von Duna zu sein scheint, wie an der ähnlichen Entwicklung der Personalpronomen zu erkennen ist. Die Anzahl der Sprecher wird auf 11.000 (1991) bis 25.000 (2002) geschätzt.

## Sprachkontext

### Das Volk der Duna

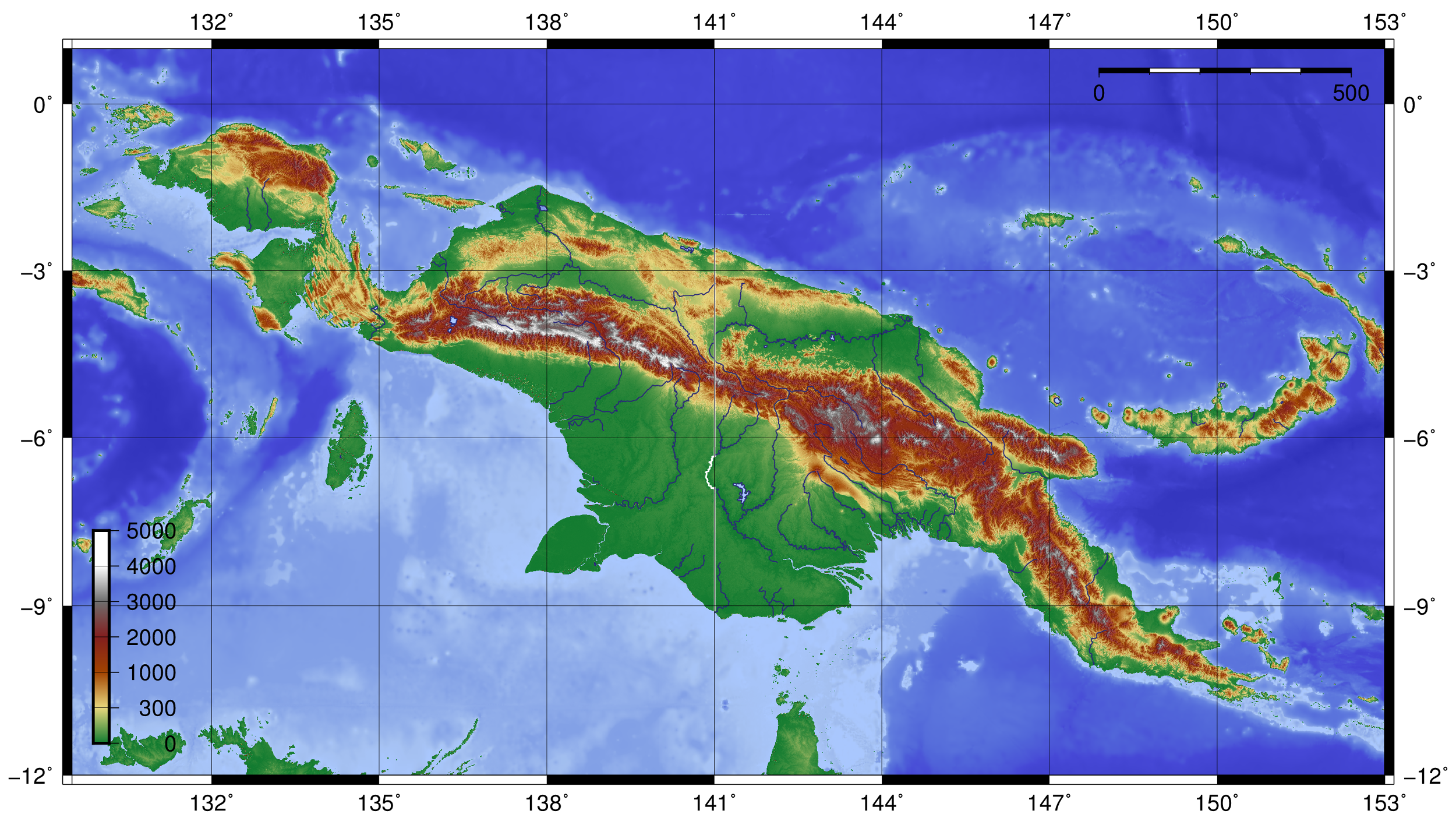
TNG wird stark mit den Neuguinea Highlands (rot) assoziiert.

Duna ist die gebürtige Sprache des gleichnamigen Duna-Volkes, die in der nordwestlichen Region der Southern Highlands Province leben. Die meisten Duna sind Bauern, wobei Süßkartoffeln neben anderen Erntefrüchten und Gemüse als Hauptnahrungsmittel gelten.

### Spracheinflüsse
| Duna      | Tok Pisin | English    |
| --------- | --------- | ---------- |
| pʰɛkɛtɛɾi | fekteri   | "factory"  |
| t̪ʰukuɺi   | skul      | "school"   |
| kɔⁿdaɾɛkɛ | kontrek   | "contract" |
| ᵐbuku/a   | buk       | "book"     |

Der späte Kontakt mit den Europäern hat zur Folge, dass Sprachen wie Englisch bisher nur wenig Einfluss auf Duna hatten. Aufgrund der kulturellen Einflüsse gibt es jedoch immer mehr Lehnwörter im lexikalischen Vokabular der Duna, hauptsächlich von Englisch bzw. dem Englisch-verwandten Tok Pisin. Mit der Einführung von Englisch als Schulsprache nimmt der Einfluss von Englisch allerdings zu.
Tok Pisin ist die offizielle Sprache im nördlichen Festland und wird daher auch von den Duna zur Kommunikation mit Außenstehenden verwendet. Die Sprachfähigkeiten liegen dabei zwischen passivem Verständnis bis hin zu verhandlungssicher, meist bei Personen, die einige Zeit außerhalb der Duna-Community verbracht haben. Der Status von Tok Pisin hat bereits zu einigen Variationen geführt, bei denen Wörter aus dem Tok Pisin als Alternativen zu Duna-Konstruktionen anerkannt sind, so z. B. siriki, was "to trick" bedeutet, das anstatt der Adjunktkonstruktion mit ho bei gleicher Bedeutung verwendet wird.
Der enge Kontakt zu den Huli hatte den bisher größten Einfluss auf Duna, so dass die Duna der nordwestlichen Region den Huli-nahen Dialekt der südöstlichen Region, die näher an den Huli sind, klar abgrenzen. Der Einfluss lässt sich anhand von phonetischen als auch lexikalischen Variationen ausmachen. So gibt es viele Synonym-Sets in Duna, bei dem eine Variante sehr wahrscheinlich von Huli-Wörtern abgeleitet ist: yu und ipa bedeuten beide "water, liquid", wobei /ipa/ ein gleichlautendes Wort in Huli ist.

## Phonologie
Die Silbenstruktur in Duna ist (C)V(V). Konsonanten-Cluster gibt es nicht, so dass Lehnwörter, die aus Wörtern mit Konsonanten-Clustern stammen wie in factory, angepasst werden, indem Vokale zwischen den Konsonanten eingesetzt werden.

### Konsonanten
Dunas Konsonantensystem besteht aus zwanzig konsonantischen Phonemen, inklusive einiger allophonischer Variation. Plosive werden nach Aspiration und Stimmhaftigkeit / Pränasalierung in drei Artikulationsorten unterschieden.
|                       | Bilabial | Apikal | Palatal | Velar | Velar | Glottal | Glottal |
| --------------------- | -------- | ------ | ------- | ----- | ----- | ------- | ------- |
| Aspirierter Plosiv    | pʰ       | t̪ʰ     |         | kʰ    | kʰʷ   |         |         |
| Plosiv                | p        | t̪      |         | k     | kʷ    |         |         |
| Prenasalierter Plosiv | ᵐb       | ⁿd     |         | ᵑɡ    | ᵑɡʷ   |         |         |
| Nasal                 | m        | n      |         |       |       |         |         |
| Tap                   |          | ɾ      |         |       |       |         |         |
| Lateraler Flap        |          | ɺ      |         |       |       |         |         |
| Frikativ              |          |        |         |       |       | h       | hʷ      |
| Gleitlaut             | w        |        | j       |       |       |         |         |

### Vokale
Es gibt fünf phonemisch distinktive Vokale.
|       | Vorne | Zentral | Hinten |
| ----- | ----- | ------- | ------ |
| Hoch  | i     |         | u      |
| Mitte | ɛ     |         | ɔ      |
| Tief  |       | a       |        |

In VV Abfolgen kann das zweite V ein distinktiver Vokal oder ein Gleitlaut sein /ai/ "who" mit [ai] oder [aj].

### Töne
| tʰɛ |

| tʰɛ |

| tʰɛ |

| kãɔ |

| kãɔ |

Duna hat vier kontrastive Töne für die Unterscheidung von lexikalischen Wurzeln. Dabei gilt, dass „the word as a whole is more important than the syllable as a domain for the assignment of tones“. Ein fallender Ton ist charakteristisch für die Fall-Kontur und ein ansteigender Ton für die Rise-Kontur. Bei der Convex-Kontur steigt der Ton vor dem Fallen. Die Level-Kontur zeigt keine Tonveränderung. Je nach Anzahl der Silben eines Wortes wird die Kontur verlängert oder verkürzt.

## Wortklassen

### Pronomen
Pronomen gibt es für die Merkmale Singular, Plural und Dual. Die dritte Person wird in Subjektposition oder bei Possessivkonstruktionen oft an Nominalphrasen klitisiert. "Exclusive identity" kann mit dem Morphem -nga an Subjekten angezeigt werden – damit wird signalisiert, dass das Subjekt die Handlung selbst oder reflexiv ausübt. Durch Verdopplung der Pronomen kann derselbe Effekt erzielt werden.
|   | Singular | Dual  | Plural |
| 1 | no       | keno  | inu    |
| 2 | ko       | nako  | inu    |
| 3 | kho      | kheno | khunu  |

Für "Contrastive Subjects" werden spezielle Pronomen verwendet, die sich vor allem im Vokal von den einfachen Pronomen unterscheiden: a anstatt o. Das suffix -ka ist die kompositionale Form, die als Markierung für "contrastive subject" bei Nomen fungiert. "Contrastive subjects" zeigen entweder einen Fokus an, der alte und neue bzw. unerwartete Subjekte von anderen Partizipanten abgrenzt, oder funktioniert wie der Ergativ als Hervorhebung für das Subjekt.
|   | Singular | Dual       |
| 1 | na       | kena(-ka)  |
| 2 | ka       | naka       |
| 3 | kha      | khena(-ka) |

### Nomen
Ein Satz kann unmarkierte, indefinite, generische Nominalphrasen enthalten, die nur eine einzige Konstituente haben:
| wi                       | kiti-rane      |
| game.animal              | descend-SW.SEQ |
| "Game animals came down" |                |

Mit dem Suffix -ne können Adjektive nominalisiert werden. Für die Nominalisierung von Verben wird auch der Nominalisierer -ne verwendet, allerdings ist hierfür zuvor die habituale, verbale Flexion -na notwendig. Diese Komposition hat in etwa die Bedeutung von "for the purpose of".
| kete-ne                    | ramene-na  |
| small-TYPE                 | group-SPEC |
| "the group of little bits" |            |

| ka                                                           | na-na-ne     | peli | ndu | sa-ta   | si   | heya      | neya |
| 2SG.CS                                                       | eat-HAB-TYPE | good | one | get-SEQ | hold | come.IPFV | NOT  |
| "You have not brought a good thing for eating [i.e., food]." |              |      |     |         |      |           |      |

Possessive Relationen werden durch Gegenüberstellung von Nominalphrasen oder durch die Postposition -ya "benefaktiv (BEN)" dargestellt. Der Possessee folgt hierbei dem Possessor.
| no                | ame    | hutia          |
| 1SG               | father | come.PFV.VIS.P |
| "My father came." |        |                |

| no-ya               | ndune | ndu |
| 1SG-BEN             | thing | one |
| "something of mine" |       |     |

### Verben
Duna hat drei Verbklassen: "consonantal verbs" bestehen aus einem Konsonanten und dem Vokal /a/ in der a-base Form. Das sind vor allem Verben der Bewegung, Existentialität und dynamischen Aktivitäten. Die "wa-class" Verben beinhalten meist die Morpheme wa or ua in der a-base Form. Im Gegensatz zu regelmäßigen Verben benötigen diese Klassen Vokalwechsel bei unterschiedlichen Flexionsprozessen und sie können Verbadjunkte nehmen. Bei regelmäßigen Verben werden für die Flexion lediglich Affixe konkateniert.
Die grundlegende morphologische Struktur der Verben ist wie folgt:
| NEG – | Verbwurzel – | Modifizierer – | NEG – | Flexionsmorphologie |

Negation wird mit dem Circumfix na- -ya ausgedrückt, das die Verbwurzel umschließt (in Verbserialisierungen werden alle Verbwurzeln umschlossen).

#### Verb Modifizierer
Durch Hinzufügen von Derivationssuffixen oder direktionalen Demonstrativa wird die Bedeutung des Verbs erweitert. Direktionale Demonstrativa wie sopa "below" oder roma "above" geben der Handlung eine Richtung. Adverbialähnliche Modifizierer drücken Aspekte wie Exhaustivität (-ku "completeness"), Kreismäßigkeit (-yare "encircling"), Reiterativität (-ria "again") oder Sprecherzugewandtheit (-ku "towards") aus. Modifizierer können auch Akteure hinzufügen, die nicht bereits durch den Subkategorisierungsrahmen des Verbs gegeben sind, so z. B. kausatives -ware, das einen neuen einleitenden oder autorisierten Agens ergänzt und auch das benefaktive -iwa, womit ein neuer Benefaktor ausgedrückt wird.
| phoko-sopa-na           |
| jump-below-SPEC         |
| "(He) is jumping down." |

| nei-ku-wei              |
| eat-EXHAUST-PROHIB      |
| "Don’t eat [them all]." |

| no                           | antia-ya   | khira-iwa-nda |
| 1SG                          | mother-BEN | cook-BNF-INT  |
| "I will cook for my mother." |            |               |

#### Verb Adjunkte
Unregelmäßige Verben können mit Adjunkten verbunden werden, die der Wurzel vorangehen, aber mit der Wurzel eine Art Einheit darstellen, da die Negation beide Elemente einschließt. Die Verbindung von Adjunkt und Wurzel ist nicht frei, sondern nahezu fest: bestimmte Adjunkte funktionieren nur mit speziellen Verben. Das Verb nga "go" verbindet sich mit dem Adjunkt aru "be responsible for", um die Bedeutung "travel with, escort" auszudrücken, und kombiniert mit dem Adjunkt iri "fetch" wird "fetch to take away" ausgedrückt. Diese Konstruktion scheint das Ergebnis früherer Verbserialisierungen zu sein.

#### Flexion
| TAM-Markierer | Regelmäßige Form |
| ------------- | ---------------- |
| Perfektiv     | -o ~ -u          |
| Imperfektiv   | -                |
| Intentive     | -nda             |
| Desiderativ   | -no              |
| Stativ        | -i               |
| Habitual      | -na              |
| Prophetic     | -na              |
| Promissiv     | -wei             |
| Abilitativ    | -nopo            |
| Imperativ     | -pa              |
| Prohibitiv    | -wei             |
| Hortativ      | -wae             |
| Warnung       | -wayeni          |
| Suggestion    | HORT/INT+kone    |

Flexion in Duna kann sowohl obligatorisch als auch optional sein. Flexionselemente stehen am Ende der morphologischen Struktur des Verbs. Zu den obligatorischen Flexionselementen zählen Dunas TAM-Markierer (Tempus, Aspekt, Modalität). Einige Markierer von Evidentialität und Informationsstatus kodieren die TAM-Inhalte neben ihrer eigenen Bedeutung und stehen statt der TAM-Markierer. Diese gehören daher ebenfalls zu den obligatorischen Flexionselementen. Andere Markierer von Evidentialität und Informationsstatus sind optional und haben Skopus über bereits flektierte Verben, stehen also nach den TAM-Markierern. Sie fügen eine Perspektive hinzu, wie die Proposition bewertet wird. Markierer von epistemischer Modalität sind immer optional und folgen den obligatorischen Flexionselementen – sie zeigen subjektive Einschätzungen an.

## Satzstruktur

### Basisstruktur des Satzes
Die Basisstruktur des Satzes ist SOV. In ditransitiven Sätzen folgt das Objekt, welches das Thema darstellt, dem Objekt, das den Rezipienten markiert.
| hina-ko                           |  | no        |  | ki    | nguani |  | ngua-na=nia.    |
| this-CS                           |  | 1SG       |  | k.pig | fat    |  | give-HAB=ASSERT |
| Subjekt                           |  | Rezipient |  | Thema | Thema  |  | V               |
| "This one would give me pig fat." |  |           |  |       |        |  |                 |

Für Adjunkte gibt es zwei Positionen in der Linearisierung. Der Annahme folgend, dass Adjunkte in zwei Kategorien geteilt werden können: solche, die in einer Weise Teil der vom Verb denotierten Handlung sind, und solche, die eher das Setting oder die Umstände beschreiben, stehen letztere mit Umstandsbezug zwischen Subjekt und Objekt und erstere mit Partizipantenbezug hinter den Objekten. Bei Strukturen mit intransitiven Verben stehen alle Adjunkte hinter dem Subjekt. Suffixe spezifizieren die Art der Adjunkte, wie der Instrumentalmarkierer -ka, der inhärent einen Partizipantenbezug anzeigt, oder der Lokalmarkierer -ta, der sowohl für Adjunkte mit Partizipantenbezug als auch Umstandsbezug benutzt werden kann, je nachdem, ob die Konstituente semantisch Teil der Verbdenotation ist oder komplementäre Information.
| na                            | uru    | ndu    | pandu-ka    | so-ra.      |
| 1SG.CS                        | rat    | one    | trap-INSTR  | strike-SHRD |
| Subjekt                       | Objekt | Objekt | Partizipant | V           |
| "I killed a rat with a trap." |        |        |             |             |

| Story                                | paluni | mbatia | inu-ta      | ruwa | ngu.     |
| talk                                 | legacy | some   | 1/2PL-LOC   | say  | give.PFV |
| Objekt                               | Objekt | Objekt | Partizipant | V    |          |
| "[She] gave some final advice to us" |        |        |             |      |          |

| Haya                                              | keno    | mbou-ta    | hina       | anda-ya    |
| PSN                                               | 1DL     | garden-LOC | sw.potatoe | dig.up-DEP |
| Subjekt                                           | Subjekt | Umstand    | Objekt     | V          |
| "Haya and I dug up sweet potatoes at the garden." |         |            |            |            |

### Nicht-verbale Sätze
Identität oder Ähnlichkeit von zwei Elementen kann ohne Kopula durch Gegenüberstellung angezeigt werden. Das Gleiche gilt für adjektivische Prädikate, bei denen Subjekt und Adjektiv gegenübergestellt werden, um eine Eigenschaftszuweisung auszudrücken.
| no                     | hinid  | Paka. |
| 1SG                    | ground | PLN   |
| "My homeland is Paka." |        |       |
|                        |        |       |

| Yuna                    | haka | paya. |
| GPN                     | talk | good  |
| "Duna language is good" |      |       |

### Interrogativsätze
Fragen werden in Duna auf drei Arten formuliert. Interrogativpronomen können an kanonischer Position stehen (gleiche Stelle wie die Antwort). Der Interrogativmarkierer -pe kann als Verbalsuffix ebenfalls einen Interrogativsatz markieren, bei Fragewörtern ist dieser optional. Als dritte Möglichkeit können Refrainfragen verwendet werden, wo der Sprecher den Interrogativmarker verwendet und das Verb mit dem Negationsmarkierer na- -ya wiederholt.

### Serialisierung
Zusammenhängende Handlungen können durch Aneinanderreihung von Verbwurzeln ausgedrückt werden. Nur die letzte Wurzel erhält dabei Flexionsendungen, dessen Eigenschaften von allen Verben geteilt werden. Die Verben haben oftmals mindestens ein Argument, das sie teilen.
| Pambo                                   | pi  | kola | kuwa-rua.        |
| cucumber                                | LNK | pick | carry-STAT.VIS.P |
| "[They] plucked and carried cucumbers." |     |      |                  |